# Serra da Achada
A Serra da Achada era, em 1747, uma serra pequena na Província da Estremadura. Tinha o seu princípio na ribeira da Vila de Cascais, passando ao sul pelo pé do lugar de Monte-Redondo, e ia continuando até à grande serra de Monte-Junto, e daí caminhava contra o nascente. Teria de largo no distrito de Monte-Redondo um quarto de légua. 
Era o seu clima muito áspero pelo frio do Inverno, e muito cálido pelo Estio. Ficava no distrito desta serra o lugar de Monte-Redondo, assim chamado pelo sítio em que estava fundado; e para o poente ficava o lugar das Lapas Grandes; e junto a ele a Quinta das Lapas dos Marqueses de Alegrete, com uma magnífica ermida, que mandou fazer Nuno da Silva Teles, filho do Marquês Fernão Teles da Silva.
Tinha alegre e dilatada vista para todas as partes e, não obstante a sua aspereza, era cultivada pelas abas, nas quais se criava trigo e cevada. Pastavam nela os gados dos moradores vizinhos, e criava alguma caça miúda de coelhos e perdizes.